# Esporte Clube Limoeiro
Esporte Clube Limoeiro, ou conhecido apenas como Esporte, é o segundo maior clube de Limoeiro do Norte no estado do Ceará, ficando atrás do Limoeiro FC. O clube foi fundado em 1942, e foi campeão da Segunda divisão Cearense em 1994. Em 2025, o Esporte irá disputar a Série C Cearense, após quase subir no ano anterior. O clube manda seus jogos no estádio Bandeirão. O Esporte também é conhecido por sua campanha na Serie C do Campeonato Brasileiro de 1998.
O Cavalo de Aço sagrou-se campeão cearense da Segunda Divisão em 1994 contra o Uruburetama e ganhando o direito de participar do Campeonato Cearense da primeira divisão em seis temporadas consecutivas (1995-2000).
Em 1998, o Esporte conseguiu sua melhor colocação no campeonato estadual (5º lugar) e, no mesmo ano, disputou a Série C do Campeonato Brasileiro, sendo o melhor cearense da competição ao ficar entre os sete primeiros colocados.
No ano 2000 o Esporte encerra suas atividades no futebol profissional (e em 2001 surge o Limoeiro FC após esse licenciamento), mas após 15 anos de ausência, o clube retornou aos gramados no ano de 2016 (depois do Limoeiro FC se licenciar) onde consagrou-se como vice-campeão da Terceira Divisão do Campeonato Cearense, perdendo pro Tianguá, porém conquistou o acesso para a Segunda Divisão do Campeonato Cearense (2017).

## História

### Esporte Limoeiro da fundação a cheia de 60
No dia 1 de novembro de 1942 era fundado na antiga Rua Nova, atual Cônego Climério Chaves, o Esporte Clube Limoeiro que viria a ser uma gloria dos desportos limoeirense e uma das maiores expressões do Vale do Jaguaribe.
Surgiu como todas as agremiações similares do ideal de vários desportistas e por isso, o Esporte como ficou popularmente conhecido e admirado nasceu fadado a progredir e a encher de satisfação e de orgulho os seus inúmeros adeptos.
A primeira reunião do novo clube realizou-se por volta das 14 horas e sua primeira diretoria, após vários contatos reservados na praça capitão João Enes ao lado do obelisco comemorativo a fundação da então Vila de Limoeiro foi eleita por unanimidade ficando assim constituída: Presidente: Edilberto Chagas e Silva, e vice-presidente: José Marcelino de Almeida, 1º secretario: Meton Maia e Silva, 2º secretario: Joaquim Rodrigues Loureiro, 1º tesoureiro: Aniceto Carneiro, Diretor de esportes: Antônio Lage Maia, orador oficial: Rufino maia e Silva. Na reunião estiveram presentes presidentes de clubes locais e grande número de desportistas que participaram das assinaturas da primeira ata, tendo como ambiente, gentilmente cedido, a sala principal da residência do Sr. Alexandre Carneiro.
O jogo de estreia do Esporte Limoeiro foi realizado no dia 28 de novembro do mesmo ano no antigo campo do Tabajara SC imóvel de propriedade do Cel. José Jerônimo de Oliveira, voluntariamente cedido. O adversário do Esporte foi o conjunto suburbano do Palestra FC de Arraial e o resultado do jogo terminou em 2 x 2. O time citadino que estreou envergando camisas brancas e faixa azul horizontal, além de possuir belíssima bandeira foi à seguinte: Gerardo passarinho, Chico Tomaz, e Soares, Estevam Alves, Lirio Remigio e Rufino, Raimundo Tomaz, Horacio, Farjado, Djalma Osterne e Cidinho.
Com a transferência do desportista Edilberto Chagas e Silva para Fortaleza e atendendo honroso convite assumiu interinamente a presidência, o desportista Limerio Osterne.
No dia 10 de janeiro de 1943, novo movimento se esboça nas hostes do Esporte Clube Limoeiro com a eleição da seguinte diretoria: Presidente: Dr. Manuel Castro Filho, vice-presidente: Limerio Osterne, 1º secretario: Meton Maia e Silva, 2º secretario: Joaquim Rodrigues Loureiro, tesoureiro: José Rodrigues Loureiro, Diretor de esportes: Adolfo Casimiro e orador oficial Rufino Maia e Silva. Foi evidentemente um dia dos mais festivos nos meios esportivos porquanto o Esporte recebe pela primeira vez a delegação do José de Alencar FC de Aracatí, jogo negociado entre os desportistas Limerio Osterne e Newton Gurgel Pinto. Desfalcado de Lirio e Horacio, os locais perdem por 3 x 2.
A administração do Dr. Manuel Castro Filho durante meses de 1943 foi das mais eficientes. No dia 3 de outubro no paço municipal a rua Cel. Malveira realizou-se uma reunião preparatória para reorganização da agremiação sócio-esportiva, biênio 1943 / 1944 sendo constituído após parecer do dinâmico e grande desportista Mario Braga Brasil especialmente convidado e alto funcionário do IAPC cidadão de solida formação moral e esportiva e de profundos conhecimentos, um conselho executivo o qual unanimente aprovado, ficou com a seguinte constituição: presidente: Dr. Manuel Castro Filho, secretario: Mario Braga Brasil, Tesoureiro: José Rodrigues Loureiro Chaves, diretor de esportes: Meton maia e Silva, orador oficial: José Osterne Junior. Referido conselho dispunha de estatuto com todos os direitos e deveres a serem fielmente cumpridos.
Em virtude de inúmeros afazeres, o desportista José Rodrigues Loureiro no início de 1944 deixa a tesouraria por meio de uma solicitação oficial sendo substituído pelo Sr. Raimundo Fidelis Maia que teve como adjunto o jovem estudante José Cupertino de Freitas. Como cronometrista foi convidado o Sr. Raimundo Maia de Freitas.
No dia 19 de maio de 1947 em sessão solene realizada no salão do clube mariano a rua Cel. Serafim Chaves e passando por nova fase de atividades o Esporte Clube Limoeiro para o biênio 1947/1948 empossa a seguinte diretoria: Presidente: Meton Maia e Silva, Vice-presidente: Solon Maia de Freitas, 1º secretario: Emilio Chastinet Guimarães Filho, 2º secretario: Waldecy Saraiva Guimarães, Tezoureiro: Vilmar Nogueira Osterne, Diretor de esportes: Rufino Maia e Silva.
Durante este período a diretoria do Esporte promoveu interessantes jogos amistosos com clubes de municípios vizinhos como Morada Nova, oportunidade em que houve estreita cordialidade esportiva entre as duas cidades jaguaribanas, valendo ressaltar por outro lado os eventos sociais e os primeiros contatos para juntamente com outros clubes locais tratar-se da fundação na cidade da Liga Desportiva de Limoeiro do Norte (LDLN).
O ano de 1947 foi não somente para o Esporte Limoeiro bem como para outras associações esportivas uma quadra das mais intensas e festivas de auguras e prosperidades além de filiar-se a LDLN, entidade que teve como seu primeiro presidente, aclamado, o saudoso medico Dr. Francisco de Andrade Carneiro, filho ilustre da Paraíba e um de seus diretores, o inesquecível desportista Mario Gomes Fernandes Vieira, emérito batalhador e impulsionador das causas esportivas.
Com a eleição do Dr. Raimundo Chaves da Cunha e demais diretores ara dirigir os destinos da LDLN ainda neste ano de 1947 o Esporte Limoeiro elegeu e deu posse para o biênio 1948 / 1950 a seguinte diretoria: presidente de honra: Dr. João Eduardo Neto, presidente do clube: Meton Maia e Silva, vice-presidente: Miguel Ângelo Figueiredo; 1º secretario: Emilio Chastinet Guimarães Filho; 2º secretario: Vilmar Nogueira Osterne, 1º Tezoureiro: Raimundo de Castro e Silva; 2º Tezoureiro: Abenor Nogueira, Diretor de Esporte: Sargento George Albuquerque Pereira; orador oficial: Dr. Helio Ideburque Carneiro Leal, representante junto a LDLN: Irapuan Dinajar Feijó e Sargento Gregorio M. Freitas.
Tendo sedes para reuniões semanais localizadas as ruas Francisco Remigio, Cel. Serafim Chaves e Cel. Malveira. Naqueles recintos, os mais importantes assuntos relacionados com a vida da agremiação eram tratados, que sejam jogos de campeonato, temporadas dentro do estado e extra-muros, festas sociais, eventos cívicos e total participação, provas ciclísticas, pedestrianismo, noites artísticas, rinha, etc...
Dia 18 de abril de 1948, no estádio Presidente Vargas em Fortaleza, nessa data o Esporte Limoeiro, cuja delegação foi presidida pelo comerciante e vice-presidente Ângelo Figueiredo, realizou uma exibição soberba ao derrotar de virada o glorioso Ceará pelo placar de 3 x 2. Os tentos do ECL foram assinalados por Alfredinho (duas vezes) e Lírio Remígio (de cabeça), enquanto Mitotonio e Jurandir descontaram para o alvinegro. Alfredinho que na década de 50 jogou no Santos ao lado de Pelé.
No ano de 1956 o Esporte Limoeiro sagrou-se Campeão Limoeirense de Futebol de 1956 ao derrotar o Paissandu. Com o arrombamento do Açude Orós ocorreu uma cheia no Vale do Jaguaribe e o clube parou as atividades.
Nesse primeiro momento o Esporte Clube Limoeiro conquistou os seguintes títulos:
- I campeão do torneio São Silvestre realizado no parque Duque de Caxias em 31.12.1944
- I campeão do torneio relâmpago promovido pela LDLN em 1948
- Vice-campeão limoeirense de futebol em 1947
- Vice-campeão limoeirense de futebol em 1948
- Representante da LDLN na conquista da Copa Jaguaribana de 1952, iniciativa do desportista aracatiense Othon Osório fazendo jus ao troféu gazeta esportiva de São Paulo o selecionado de Morada Nova foi vice-campeão do certame.
- Campeão do torneio quadrangular de 1956 conquistando a Taça “Walter Sátiro” Ex-Maguari EC de Fortaleza, representado pelo desportista Luiz Pitombeira.
- Campeão limoeirense de futebol em 1956.

### Retorno ao Futebol Limoeirense
No dia 1º de Novembro de 1984, aconteceu a primeira Reunião para retornar o Esporte Clube Limoeiro ao futebol limoeirense estiveram presentes os desportistas De Assis Gurgel, Rubio Vieira, Antônio Lourenço, Mazé Faheina, Wilson Ricardo, Denizar Freitas, Sargento Silva Filho, Ricardo Rodrigues, João Eudes Saraiva, Ricardo Antônio, Nilvaldo Saraiva e Dr. Tarcisio. Porém o primeiro jogo foi realizado no dia 7 de Maio de 1985, onde o Esporte Clube Limoeiro derrotou o Calouros do Ar por 1 x 0.
O clube foi tricampeão limoeirense, seguido, nos anos de 1987, 1988 e 1989. Nas 3 conquistas derrotou o Fluminense do Sítio Socorro. Voltou a ser campeão nos anos 1992 e 1994 derrotando Palmeiras do Arraial.
Futebol Profissional
No ano de 1994 o Sr. João Gadelha do Reis foi eleito presidente do clube com o Sr. Antônio Maia Oliveira como vice-presidente para o biênio 94/95. Neste ano o Esporte deu um grande passo em sua história ao conquistar a Segunda Divisão Cearense, e assim entrar para o cenário do futebol profissional do estado do Ceará ao disputar por seis temporadas seguidas (1995-2000). No ano de 1995 o clube terminou o Campeonato Cearense da 1º divisão em 8º lugar e assim permanecendo na elite.
Em 1996 foi eleito para presidente o Sr. Ranalfo Gladstone Maia de Freitas e para vice-presidente José Edvar Gadelha. Neste mesmo ano o clube terminou em 12º lugar e em 1997 ficou na 8º colocação.
No ano de 1998, foi eleito para presidente o Sr. Francisco de Assis Gurgel de Freitas e como vice-presidente o Sr. José Gilton Alves. Neste ano o clube realizou sua melhor campanha quando terminou o campeonato estadual em 5º lugar.
O ano de 1998 ainda reservaria grandes alegrias ao torcedor limoeirense com a surpreendente e épica campanha do Esporte na Série C do Campeonato Brasileiro daquele ano, que rendeu-lhe reportagem de duas páginas na consagrada revista Placar contando as aventuras interestaduais do nosso querido Cavalo de Aço. Na primeira fase o ECL ficou em primeiro lugar do grupo 03 (juntamente com Icasa-CE, Potiguar de Mossoró-RN, Baraúnas-RN, Campinense-PB e Juazeiro-BA) com 16 pontos conquistados. Vale salientar que o Cavalo de aço foi o único cearense a passar da fase inicial da competição (Icasa foi eliminado no mesmo grupo do Esporte, enquanto Fortaleza e Ferroviário foram eliminados no grupo 02), tornando-se o time cearense de melhor campanha daquele campeonato. Nas fases seguintes o Bicolor do Vale eliminou o Picos- PI, com vitórias nas duas partidas do mata-mata, e o Confiança-SE, eliminando um dos maiores times do futebol sergipano em pleno estádio Batistão em Aracaju. No primeiro jogo da quarta fase, marcado por uma intensa chuva no local da partida, contra a Anapolina de Goiás, no estádio Jonas Duarte na cidade de Anápolis, o Esporte sofreu um revés de 5 a 0, No jogo de volta no Bandeirão o ECL não conseguiu reverter a vantagem goiana e empatou em 1 a 1, sendo eliminado da competição nacional.
Já em 1999 terminou em 9º lugar e foi rebaixado para 2º divisão. Em 2000 o Esporte terminou o Campeonato Cearense da 2º divisão em 9º lugar e por falta de apoio encerrou suas atividades profissionais.
Durante os anos de 1995 a 1999, o Esporte Clube Limoeiro revelou vários jogadores. Os de mais destaques foram: Dude (8x Campeão Cearense pelo Fortaleza), Chiquinho (Campeão Cearense pelo Fortaleza e chegou a jogar no Vasco da Gama), Mazinho Lima (Passagens por Fortaleza, Ceará, Avaí e outros), Fabricio Ceará (Chegou a jogar em Portugal).
Entre os anos de 2001 e 2012 o clube disputou o Campeonato Limoeirense e outras competições amadoras. Em 2012 encerrou suas atividades amadoras.
Retorno ao Futebol profissional
No dia 30 de Dezembro de 2015, o Sr. De Assis Gurgel foi eleito presidente e Francisco Paulo Soares como vice-presidente. Em 2016 o Esporte Limoeiro com muita dificuldade e tendo que pagar 70 mil a FCF o clube retornou ao futebol profissional e foi vice-campeão cearense da 3º Divisão do Campeonato Cearense. Neste mesmo disputou a Copa Fares Lopes.
Já em 2017, o clube voltou disputar a 2º divisão onde terminou como 6º colocado.
Em 2016, o meia Thiaguinho se destacou e transferiu para o Manaus onde conquistou o Campeonato Estadual. Em 2017 o meia Lucas foi destaque e transferiu para o Floresta onde foi Campeão da Copa Fares Lopes.
Em 2024, depois de campanhas desastrosas e humilhantes, o Esporte Limoeiro conseguiu fazer uma ótima campanha no Campeonato Cearense Série C, ficando em 2⁰ lugar na primeira fase, com 13 pontos em 6 jogos, ficando só atrás do Quixadá, que viria ser campeão. Nos playoffs, o Esporte foi eliminado pelo Crato por 1 x 0 no agregado, infelizmente não conseguindo o tão sonhado acesso pro Campeonato Cearense Série B.

## Símbolos

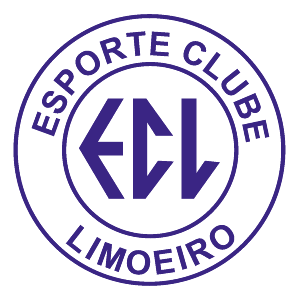
Escudo tradicional do Esporte Limoeiro

### Uniformes
O Esporte ao longo da sua história já teve diversas camisas com suas cores azul e branco. Já teve camisas com faixas horizontais ou verticais, ou até com duas faixas na altura do peito, no estilo do São Paulo.
Mascote
O Mascote do Esporte Limoeiro é o Cavalo, sendo apelidado pelas pessoas e torcedores como Cavalo de Aço.
Torcidas Uniformizadas
• Torcida Jovem Limoeiro (TJL) (desde 1998) 
• Torcida Arrastão (anos 90)

## Campanhas

### Participações em Campeonatos Cearenses
- 1994 - 2ª Divisão - 1º (Campeão)
- 1995 - 1ª Divisão - 8º
- 1996 - 1ª Divisão - 12º
- 1997 - 1ª Divisão - 8º
- 1998 - 1ª Divisão - 5º
- 1999 - 1ª Divisão - 9º (Rebaixado)
- 2000 - 2ª Divisão - 9º
- 2016 - 3ª Divisão - (Vice-campeão e promovido)
- 2017 - 2ª Divisão - 6º
- 2018 - 2ª Divisão - 8º
- 2019 - 2ª Divisão - 10º (Rebaixado)
- 2021 - 3ª Divisão - 9º
- 2022 - 3ª Divisão - 8º
- 2023 - 3ª Divisão - 5º
- 2024 - 3⁰ Divisão - 3º
- 2025 - 3⁰ Divisão - 4º

### Participações em Campeonatos Brasileiros
- 1998 - Série C - 7º

### Participações em Copa Fares Lopes
- 2016 - 7º

## Títulos
| ESTADUAIS | ESTADUAIS                     | ESTADUAIS | ESTADUAIS  |
|           | Competição                    | Títulos   | Temporadas |
| --------- | ----------------------------- | --------- | ---------- |
|           | Campeonato Cearense - Série B | 1         | 1994       |

  Vice-Campeão Cearense (3ª divisão): 2016  
Municipais  Campeonato Limoeirense: 6 vezes (1956, 1987, 1988, 1989, 1992 e 1994).

## Ídolos
Mazinho Lima
 Fabrício Ceará
 Paulinho Limoeiro
 Dude
 Chiquinho
 Toim Guilerme

## Estádio Bandeirão
O estádio José de Oliveira Bandeira, mais conhecido como Bandeirão, é o estádio do Esporte Limoeiro, e também do Limoeiro FC. O estádio foi fundado em 1987, e tem capacidade para 5.000 pessoas.
É onde sua torcida organizada (TJL) dá suas grandes festas durantes os jogos.
Também foi palco para grandes jogos, como Limoeiro 2 x 2 Fortaleza em 2011, onde o Jaguar tava perdendo por 0 x 2, e conseguiu virar pra 2 x 2.